# Борлы (Абайский район)
Борлы (также Борли, каз. Борлы) — село в Абайском районе Абайской области Казахстана. Входит в состав Каскабулакского сельского округа. Код КАТО — 633239400.

## Население
В 1999 году население села составляло 211 человек (109 мужчин и 102 женщины). По данным переписи 2009 года, в селе проживали 83 человека (45 мужчин и 38 женщин).